# André Gomis
Pour les articles homonymes, voir Gomis.
André Gomis, né le 16 juillet 1926 à Oran et mort en juillet 1971, est un architecte français.

## Biographie

### Jeunesse
Il quitte l’Algérie à dix ans, et entre très jeune dans la Résistance. Admis à l’ENSBA en 1947, il passe par l'atelier Guth, puis celui de Sonrel dont il devient l'assistant en 1953. Il obtient la même année le prix du meilleur diplôme (Un habitat collectif musulman), auquel participe son ami Vladimir Bodiansky. Il travaille dès 1952 chez Eugène Beaudouin où il fait connaissance de Michel Andrault et de Pierre Parat.

### Carrière
En 1954, il monte son agence à Paris, boulevard Raspail.
Ses projets reflètent les préoccupations de l'époque : aménagement du territoire, logements et infrastructures de loisirs. 
Appelé à l’Agence du plan d’Alger en 1958, il y élabore les plans du quartier des Annassers, auquel participe également Jean Le Couteur, pour la construction de 26 000 logements.
À la même période, vers 1955-1960, il travaille avec Guillaume Gillet, Vladimir Bodiansky et Jean Peccoux, pour la société civile immobilière de la Caisse des dépôts et consignations (SCIC), à la réalisation d'un grand ensemble à Bagneux dans les Hauts-de-Seine, Les Blagis dit "Bagneux II", comprenant des centres commerciaux, un groupe scolaire et une chaufferie à l'esthétique étudiée.
Les opérations d'urbanisme que mène Gomis sont presque toutes incluses dans des zones à urbaniser en priorité (ZUP) : projetées (ZUP de La Paillade, Montpellier, avec Andrault et Parat en 1962, 1er prix, non réalisée) ou réalisées (ZUP de Valence, 1963), elles sont caractérisées par leur échelle humaine et un souci d'intégration au site. Au centre du grand parc urbain de Jean-Perdrix à Valence, il construit, avec le sculpteur Philolaos, l'un de ses projets les plus médiatisés : un double château d'eau conçu comme un monument (1967).
Ses très nombreux logements populaires sont presque tous situés en Algérie ou dans les départements d'outre-mer (Martinique, Guadeloupe et Guyane). C'est le prétexte de recherches alliant préfabrication, économie et flexibilité. Parmi ces opérations, on peut citer Morne Grand-Camp et Raizet (Guadeloupe).
Gomis construit aussi le centre naval des Glénans en Bretagne (et son remarquable abri pour bateaux, 1955-1960), les VVF de Guidel (Morbihan, 1961-1967) et de Balaruc-les-Bains (Hérault), la passerelle du Centre sportif de Draveil (Essonne, 1961).
Il enseigne de 1968 à sa mort - survenue en 1971 - à UP 7, au Grand Palais, avec Jean Willerval et l’architecte visionnaire Nicolas Schöffer. 
Forte personnalité, esprit curieux, préoccupé par des questions sociales et éthiques aussi bien que techniques, il est apprécié pour ses qualités de pédagogue. Actif dans le domaine de la recherche, il a une forte influence auprès des jeunes architectes à qui il enseigne ou qui travaillent dans son agence, parmi lesquels Borja Huidobro, Henri Ciriani, Rodo Tisnado, Christian Enjolras.
Il s'associe un moment avec Claude Lubineau et Raymond Creveaux. Son agence devenue, en 1967, Atelier des techniques d'urbanisme et d'architecture (ATUA), comprenait Jean Rognon et Danièle Cler.
Très soucieux d'organisation, il suscite à diverses reprises des groupements pluridisciplinaires parallèlement à son agence : Groupe d'aménagement et de planification (GAP) en 1962 ; Groupe d'études et de réalisation (GER) en 1963.
Il est titulaire de plusieurs postes officiels : architecte conseil du ministère de la construction, architecte du ministère du travail et de la sécurité sociale.
Il construira trois maisons individuelles: la sienne, située à Orsay près de Paris, employant des matériaux hors-norme pour l'époque comme l'ardoise pour les sols, et celles de ses deux beaux-frères, en Bourgogne. S'inspirant de la voile, des espaces vierges aux accents puissants qu'il chérit, il fait de ces trois habitations des espaces de respiration et, ce qui ne va pas forcément de pair, d'humanité.

## Source
- Maîtrise de Sophie Gateau, université Paris I, Panthéon-Sorbonne, 1996, sous la direction de Gérard Monnier.